# Canon (Georgia)
Canon es un pueblo ubicado en el condado de Franklin en el estado estadounidense de Georgia. En el censo de 2000, su población era de 755.

## Demografía
En el 2000 la renta per cápita promedia del hogar era de $21 845, y el ingreso promedio para una familia era de $24 375. El ingreso per cápita para la localidad era de $12 855. Los hombres tenían un ingreso per cápita de $25 446 contra $18 375 para las mujeres.

## Geografía
Canon se encuentra ubicado en las coordenadas 34°20′44″N 83°6′31″O / 34.34556, -83.10861 (31.230243, -84.209102).
Según la Oficina del Censo, la localidad tiene un área total de 8,2 km² (3,2 mi²), de la cual 8,2 km² (3,2 mi²) es tierra y 0 km² (0 mi²) (0.00%) es agua.